# Assedio di Riga (1656)
L'assedio di Riga da parte dello zar Alessio I di Russia fu il principale degli eventi della guerra russo-svedese (1656-1658).
Le fortificazioni della città di Riga consistevano in una cinta muraria con fossato e cinque bastioni attorno alla città vecchia. Nel 1652 gli svedesi avevano iniziato la costruzione di una nuova cinta muraria con 12 bastioni anche lungo i sobborghi, ma al 1656 i lavori non erano ancora stati completati. L'avanguardia russa, composta prevalentemente da cavalieri e dalla fanteria di Daniel Krafert oltre ai dragoni di Iunkmann si avvicinò a Riga il 20 agosto e costrinse le truppe svedesi al comando del conte di Pärnu, Heinrich von Thurn a trovare rifugio in città. Von Thurn venne ucciso o catturato nel corso dell'azione. Gli svedesi provvidero subito ad evacuare la periferia della città e si ritirarono nella cittadella. Alcuni giorni dopo, il grosso dell'esercito al comando dello zar Alessio giunse via nave lungo il fiume Duna e pose l'assedio a Riga. L'esercito russo si dispose in tre campi, due a est del fiume Duna e uno sulla riva ovest.
I russi non disponevano di forze navali atte ad intercettare i rifornimenti che a Riga continuavano a fluire dalla Svezia attraverso il mar Baltico e pertanto Riga riuscì a resistere sino al mese di ottobre, quando i russi dovettero infine abbandonare l'assedio, trovandosi in difficoltà. Gli svedesi riconquistarono quindi gran parte della regione dell'Ingria, riconquistarono il monastero di Pskovo-Pechersky ed inflissero una pesante sconfitta al generale russo Matvey Sheremetev nella battaglia di Walk nel 1657.